# تونل جورج مسی

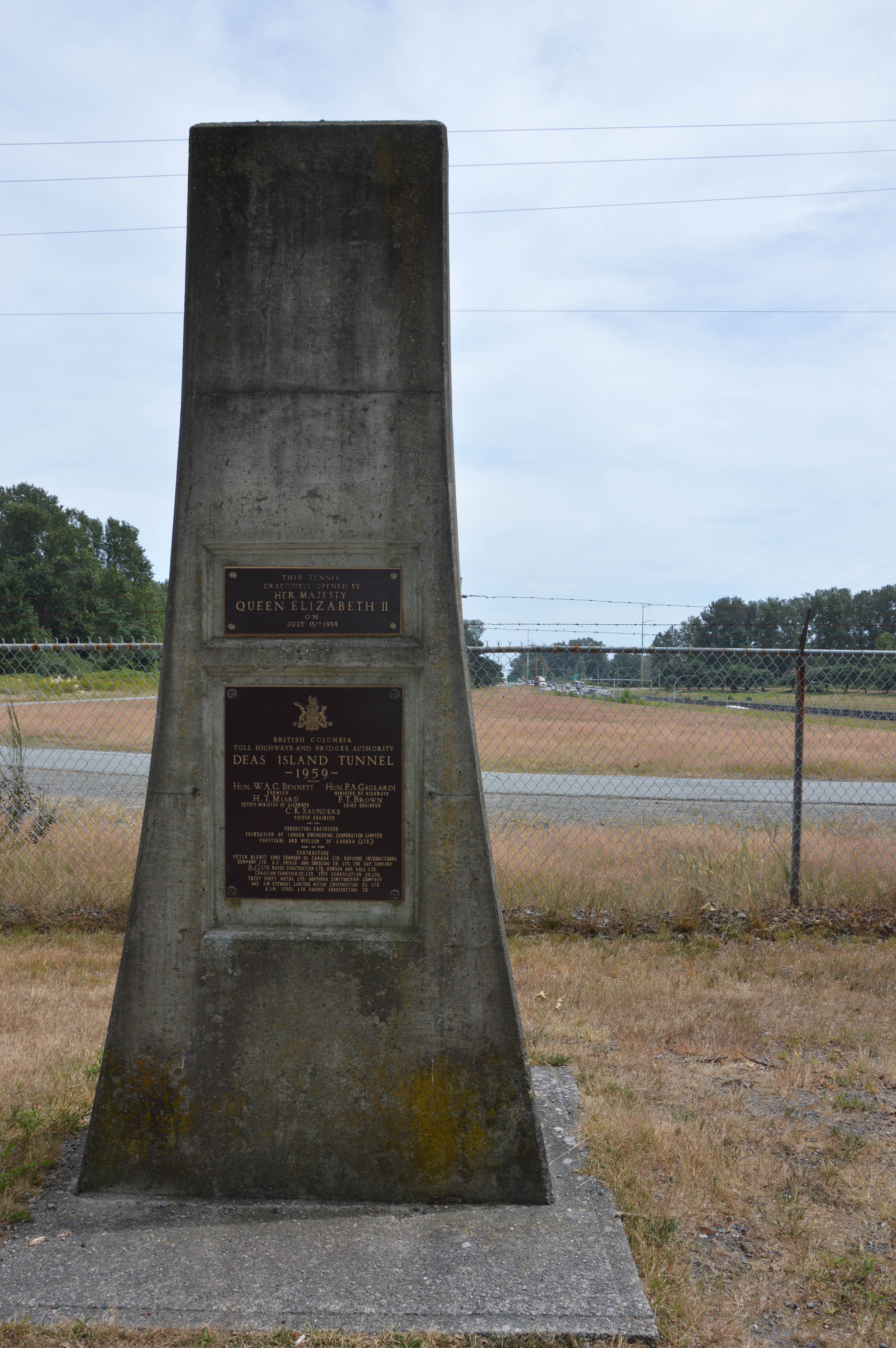
پلاک تونل جورج مسی

تونل جورج مسی (انگلیسی: George Massey Tunnel) که اغلب از آن به عنوان تونل مَسی یاد می‌شود، یک تونل ترافیکی بزرگراه در منطقه مترو ونکوور در جنوب غربی بریتیش کلمبیا است. این تونل تقریباً به فاصلهٔ ۲۰ کیلومتر (۱۲٫۴ مایل) از جنوب مرکز شهر ونکوور، بریتیش کلمبیا، و تقریباً ۳۰ کیلومتر (۱۸٫۶ مایل) از شمال مرز کانادا و ایالات متحده در بلاین، واشینگتن واقع شده‌است.
این تونل با هزینه تقریبی ۱۶٫۶ میلیون دلار در سال ۱۹۵۹ (معادل ۱۴۰ میلیون دلار در سال ۲۰۱۷) ساخته شد. ساخت تونل از مارس ۱۹۵۷ آغاز شد و در ۲۳ مه ۱۹۵۹ با نام تونل جزیره دیاز برای تردد افتتاح شد. ملکه الیزابت دوم در مراسم افتتاح رسمی تونل در ۱۵ ژوئیه ۱۹۵۹ شرکت کرد. این تونل یک بزرگراه چهار لاینی را در زیر بازوی جنوبی مصب رودخانه فریزر تقسیم می‌کند و شهر ریچموند از شمال را با شهر دلتا در جنوب پیوند می‌دهد. این تنها تونل جاده‌ای کانادا در زیر سطح دریا است که مسیر جاده‌ای خود را به پایین‌ترین سطح جاده در کانادا تبدیل کرده‌است. تونل مسی اولین سازه‌ای بود که از فناوری لوله غوطه وری در آمریکای شمالی استفاده کرد.
تونل بخشی از بزرگراه ۹۹ را تشکیل می‌دهد. نام آن از نیه‌مایا جورج مسی (Nehamiah "George" Massey)، عضو سابق مجلس قانونگذاری بریتانیا کلمبیا گرفته شده‌است. وی بین سالهای ۱۹۵۶ و ۱۹۶۰ نماینده دلتا بود و مدتی طولانی طرفدار گذرگاه دائمی برای جایگزینی کشتی لادنر بود که از بازوی جنوبی رودخانه فریزر عبور می‌کرد. این تونل در سال ۱۹۶۷، سه سال پس از درگذشت مسی، به تونل جورج مسی تغییر نام داد. هنوز هم گاهی با نام قبلی آن یعنی تونل جزیره دیاز از آن یاد می‌شود. کالاهای خطرناک اجازه عبور از تونل را ندارند.
تونل جورج مَسی که از ۱۹۵۹ میلادی به روی عموم باز شده‌است، توان تحمل زلزله‌های سنگین را ندارد و همچنین عمر آن رو به پایان است. از این رو تونل باید با یک مسیر تازه جایگزین شود یا اینکه به شکل کامل بازسازی شود. شورای شهردارهای مترو ونکوور گزینه‌های متعدد از جمله پروژه گرانقیمت ساخت یک پل گرانقیمت را به عنوان جایگزین بررسی می‌کند.